# Сабугал
Сабуга́л (порт. Sabugal; МФА: [sɐ.bu.ˈgaɫ]) — муніципалітет і місто в Португалії, в окрузі Гуарда. Розташований у східній частині країни, на теренах історичної португальської провінції Бейра. Належить до Гуардської діоцезії Католицької церкви в Португалії. Права міського самоврядування має з 1296 року. Поділяється на 30 парафій. За адміністративним поділом, чинним до 1976 року, був складовою провінції Верхня Бейра. Площа муніципалітету — 822,70 км², населення муніципалітету — 12544 ос. (2011); густота населення — 15,25 осіб/км²
. Патрон — Діва Марія. Святковий день муніципалітету — понеділок після Пасхи. Поштовий індекс — 6320.  Код місцевої адміністративної одиниці — 0911. Складова статистичного регіону Центр.

## Географія
Сабугал розташований на сході Португалії, на південному сході округу Гуарда, на португальсько-іспанському кордоні.
Сабугал межує на півночі з муніципалітетом Алмейда, на сході — з Іспанією, на півдні — з муніципалітетом Пенамакор, на південному заході — з муніципалітетом Фундан, на заході — з муніципалітетом Белмонте, на північному заході — з муніципалітетом Гуарда.

## Історія
1296 року португальський король Дініш надав Сабугалу форал, яким визнав за поселенням статус містечка та муніципальні самоврядні права.

## Населення
| Кількість мешканців | Кількість мешканців | Кількість мешканців | Кількість мешканців | Кількість мешканців | Кількість мешканців | Кількість мешканців | Кількість мешканців | Кількість мешканців | Кількість мешканців | Кількість мешканців | Кількість мешканців | Кількість мешканців | Кількість мешканців | Кількість мешканців |
| ------------------- | ------------------- | ------------------- | ------------------- | ------------------- | ------------------- | ------------------- | ------------------- | ------------------- | ------------------- | ------------------- | ------------------- | ------------------- | ------------------- | ------------------- |
| 1864                | 1878                | 1890                | 1900                | 1911                | 1920                | 1930                | 1940                | 1950                | 1960                | 1970                | 1981                | 1991                | 2001                | 2011                |
| 25 143              | 27 760              | 30 602              | 33 047              | 35 409              | 34 750              | 33 774              | 41 909              | 43 513              | 38 062              | 23 732              | 18 927              | 16 919              | 14 871              | 12 544              |